# Mafdal
Mafdal, hebräisch מפד״ל, deutsch Nationalreligiöse Partei (hebräisch מפלגה דתית לאומית, Miflaga datit le'umit), war eine religiöse, zionistische und nationalistische Partei in Israel, die von 1956 bis 2008 bestand. Die Partei wurde von orthodoxen Juden sowohl sephardischer als auch aschkenasischer Herkunft gewählt. Sie wurde teilweise als extrem rechts eingestuft. Anfang November 2008 kündigten die Mafdal sowie die Nationale Union aus Moledet und Tkuma („Wiedergeburt“) (jedoch ohne Achi) an, sich zu einer neuen rechten und religiös-zionistischen Partei namens HaBajit haJehudi (Jüdisches Heim) zusammenzuschließen. Auf dem Parteitag am 18. November 2008 stimmte die Mehrheit der Delegierten daraufhin für eine Auflösung der Mafdal.

## Ausrichtung
Die Partei bekannte sich zur Halacha, d. h. den religiösen Gesetzen des Judentums, aber – im Unterschied zu den charedischen Parteien – auch uneingeschränkt zum Staat Israel. Sie vertrat die Überzeugung, dass halachische und weltliche Gesetze jeweils in ihrem Bereich koexistieren könnten. Während orthodoxe Rabbis eine wichtige Rolle als spirituelle Leiter spielten, die im Lauf der Zeit noch zunahm, waren es jedoch die Parteimitglieder, die das Parteiprogramm in demokratischen Verfahren bestimmten.
Die Partei konzentrierte sich auf die Bewahrung des jüdischen Charakters des Staats Israels und Themen wie die staatliche Förderung von Gottesdiensten und Religionsunterricht, die Beachtung der jüdischen Speisegesetze (kaschrut), den Schutz des Sabbat, die religiöse Kibbuzbewegung und Wohlfahrtspflege. Sie befürwortete den vollen Militärdienst für Männer, der sich durch das Angebot von Jeschiwot Hesder mit dem parallelen Tora-Studium kombinieren lässt. Frauen sollten nach Ansicht der Partei einen nicht-militärischen Dienst für die Nation leisten.
Bis zum Sechstagekrieg 1967 vertrat die Partei im Nahostkonflikt eine gemäßigte Linie. Nach diesem und noch stärker nach dem Jom-Kippur-Krieg 1973 wandte sie sich jedoch nach rechts. Sie erhob einen religiös begründeten Anspruch auf die eroberten und besetzten Gebiete, die sie als Teile von Eretz Israel und damit als „verheißenes Land“ der Juden ansah. Sie spielte eine aktive Rolle in der Siedlerbewegung Gusch Emunim, die jedoch eine von der Partei unabhängige Entwicklung nahm.

## Geschichte
Die Nationalreligiöse Partei wurde im Juni 1956 aus den beiden religiös-zionistischen Parteien HaMisrachi („Religiöses Zentrum“) und HaPo’el haMisrachi („Arbeiter des Misrachi“) gegründet. Bis 1976 war sie an den von der linkszionistischen Mapai bzw. der Arbeitspartei geführten Regierungen beteiligt („historische Koalition“) und hatte dort meist das Ministerium für Religiöse Angelegenheiten inne, sowie ein oder zwei weitere Ministerien (Soziales, Gesundheit, Post, Entwicklung, Inneres). Während eines Misstrauensvotums gegen Jitzchak Rabin Ende 1976 enthielten sich die Mafdal-Abgeordneten und brachen so die Koalition mit der Arbeitspartei. Rabin wurde vorgeworfen, die Sabbatruhe gebrochen zu haben, indem er eine Zeremonie auf einem Luftwaffenstützpunkt an einem Freitagabend abgehalten hatte.
Der aus Marokko stammende Abgeordnete Aharon Abuchazira verließ die Partei 1981. Er behauptete, dass diese ihn während eines Korruptionsverfahrens aus rassistischen Gründen im Stich gelassen hätte, und gründete seine eigene Partei namens Tnu’at Masoret Jisra’el (Tami). Ab 1986 war die Nationalreligiöse Partei an Likud-geführten Regierungen beteiligt. Die religiöse und nationalistische Radikalisierung der Mafdal führte 1988 zur Abspaltung des moderaten bzw. eher nach links tendierenden Flügels. Dieser bildete die Partei Meimad, die sich wieder mit der Arbeitspartei verbündete.
Die Mafdal ging 1992 in die Opposition gegen Rabins zweite Regierung. Jigal Amir, der am 4. November 1995 den damaligen Premierminister Jitzchak Rabin ermordete, stammte aus nationalreligiösen Kreisen. Die Nationalreligiöse Partei wurde zum Teil für das Attentat mitverantwortlich gemacht. Ab 1996 war die Mafdal wieder mit zwei Ministern in der rechts-religiösen Regierung unter Benjamin Netanjahu vertreten. Ein Parteiflügel um Chanan Porat und Zvi Hendel spaltete sich 1998 ab und bildete die Partei Tkuma. An Ariel Scharons 2001 gebildeter „Regierung der nationalen Einheit“ war die Mafdal nicht beteiligt.
Von 2002 bis 2005 war der pensionierte General Ephraim „Effi“ Eitam Parteivorsitzender, der die Palästinenser mit israelischer Staatsbürgerschaft als „Krebsgeschwür am Volkskörper“ („סרטן בגוף האומה“) bezeichnete. In Scharons zweiter Regierung war die Mafdal von 2003 bis 2004 mit zwei Ministern vertreten. Angesichts Scharons Abkoppelungsplan zur Räumung der israelischen Siedlungen im Gazastreifen spalteten sich die Nationalreligiösen. Zwar lehnte die Partei den Plan insgesamt ab, während Eitam und Jitzchak Levy das Regierungslager jedoch bereits im Juni 2004 verließen, wollten die übrigen Mafdal-Abgeordneten, angeführt von Sebulon Orlew, zunächst Teil der Regierung bleiben, um Scharon zu einem Abrücken oder zu einem Referendum über den Räumungsplan zu bewegen. Da dies keinen Erfolg hatte, schied auch Orlew im November 2004 aus der Regierung aus. Eitam und Levy hatten sich jedoch bereits so weit mit der übrigen Partei überworfen, dass sie im März 2005 eine eigene Partei namens Achi gründeten, die sich dem Bündnis Nationale Union aus Tkuma und Moledet anschloss. Zur Knessetwahl 2006 bildete die Mafdal eine gemeinsame Liste mit der Nationalen Union, über die drei Abgeordnete der Nationalreligiösen Partei in die Knesset einzogen. Damit war die Partei so schwach wie nie zuvor in ihrer Geschichte.

## Wahlergebnisse bei Knesset-Wahlen
In der Zeit ihres Bestehens nahm die Mafdal (Nationalreligiöse Partei) an dreizehn Wahlen zum Knesset teil. Zur Parlamentswahl am 26. Juli 1955 bildeten die Parteien HaMisrachi und HaPo’el haMisrachi ein Wahlbündnis mit dem Namen National Religiöse Front. Bei den Wahlen am 28. März 2006 bildete die Nationalreligiöse Partei ein Wahlbündnis, unter anderem mit der Partei Moledet, auf der Liste Ichud Leumi – Mafdal. Sie war an 21 Regierungen Israels beteiligt.
| Wahl | Sitze | Minister | Anmerkungen                                                                                         |
| ---- | ----- | --- | --------------------------------------------------------------------------------------------------- |
| 1955 | 11    | 7. Regierung: Postminister, Minister für Religiöse Angelegenheiten, Wohlfahrtsminister 8. Regierung: Postminister, Minister für Religiöse Angelegenheiten, Wohlfahrtsminister | Während der Legislaturperiode fand die Fusion der Parteien HaMisrachi und HaPo’el haMisrachi statt. |
| 1959 | 12    | 9. Regierung: Innenminister, Wohlfahrtsminister | |
| 1961 | 12    | 10. Regierung: Gesundheitsminister, Innenminister, Minister für Religiöse Angelegenheiten, Wohlfahrtsminister 11. Regierung: Gesundheitsminister, Innenminister, Minister für Religiöse Angelegenheiten, Wohlfahrtsminister 12. Regierung: Gesundheitsminister, Innenminister, Minister für Religiöse Angelegenheiten, Wohlfahrtsminister | |
| 1965 | 11    | 13. Regierung: Innenminister, Minister für Religiöse Angelegenheiten, Wohlfahrtsminister 14. Regierung: Innenminister, Minister für Religiöse Angelegenheiten, Wohlfahrtsminister | |
| 1969 | 12    | 15. Regierung: Innenminister, Minister für Religiöse Angelegenheiten, Wohlfahrtsminister | |
| 1973 | 10    | 16. Regierung: Innenminister, Minister für Religiöse Angelegenheiten, Wohlfahrtsminister 17. Regierung: Innenminister, Minister für Religiöse Angelegenheiten, Wohlfahrtsminister | |
| 1977 | 10    | 18. Regierung: Bildungsminister, Innenminister, Minister für Religiöse Angelegenheiten | |
| 1981 | 6     | 19. Regierung: Bildungsminister, Innenminister, Minister für Religiöse Angelegenheiten 20. Regierung: Bildungsminister, Innenminister, Minister für Religiöse Angelegenheiten | |
| 1984 | 4     | 21. Regierung: Minister für Religiöse Angelegenheiten, Minister ohne Geschäftsbereich 22. Regierung: Minister für Religiöse Angelegenheiten | |
| 1988 | 6     | 23. Regierung: Minister für Religiöse Angelegenheiten, Minister ohne Geschäftsbereich 24. Regierung: Bildungsminister, Minister für Religiöse Angelegenheiten | |
| 1992 | 6     | – | |
| 1996 | 9     | 27. Regierung: Stellvertretender Premierminister, Bildungsminister, Minister für Religiöse Angelegenheiten, Transportminister | |
| 1999 | 5     | 28. Regierung: Minister für Bau- und Wohnungswesen | |
| 2003 | 6     | 30. Regierung: Minister für Bau- und Wohnungswesen, Wohlfahrtsminister | |
| 2006 | 3     | – | Wahlbündnis mit Achi, Moledet und Tkuma auf der Liste Nationale Union – Mafdal                      |

## Parteivorsitzende
Seit der Fusion im Juni 1956 bis zu ihrer Auflösung am 18. November 2008 hat die Mafdal (Nationalreligiöse Partei) sechs Vorsitzende gehabt.
- Chaim-Mosche Schapira (1956–1970)
- Josef Burg (1970–1986)
- Sebulon Hammer (1986–1998)
- Jitzchak Levy (1998–2003)
- Ephraim Eitam (2003–2004)
- Sebulon Orlew (2005–2008)